# Pero aragua
Pero aragua là một loài bướm đêm trong họ Geometridae.